# Miguela de Ademuz
Miguela de Ademuz es el nombre de una variedad cultivar de manzano (Malus domestica). Esta manzana está cultivada en diversos viveros entre ellos algunos dedicados a conservación de árboles frutales en peligro de desaparición. Esta manzana es originaria de la  Comunidad Valenciana  concretamente en el Rincón de Ademuz, donde tuvo su mejor época de cultivo comercial en la década de 1960, y actualmente en menor medida aún se encuentra.

## Sinónimos
- "Poma Miguela",[5]
- "Manzana Miguela de Ademuz",[7][8]
- "Manzana miguela de Rincón de Ademuz".[9]

## Historia
'Miguela de Ademuz' es una variedad de la Comunidad Valenciana (Rincón de Ademuz), cuyo cultivo conoció cierta expansión en el pasado, siendo una de las variedades de las consideradas difundidas, clasificándose en esta manera, pues en las distintas prospecciones llevadas a cabo por las provincias españolas, se registraron repetidamente y en emplazamientos diversos, a veces distantes, sin constituir nunca núcleos importantes de producción. Eran variedades antiguas, españolas y extranjeras, difundidas en el pasado por los viveros comerciales y cuyo cultivo se ha reducido a huertos familiares y jardines privados.
El primer árbol de este cultivar apareció en la localidad de Torrebaja, en la parcela de D. Miguel Aliaga en el último cuarto del siglo XIX, del cual tomó el nombre esta variedad de manzana.

## Características
El manzano de la variedad 'Miguela de Ademuz' tiene un vigor Medio; florece del 8 de abril al 3 de mayo; tubo del cáliz medio o pequeño, cónico o en embudo corto y con los estambres por su mitad.
La variedad de manzana 'Miguela de Ademuz' tiene un fruto de tamaño medio; forma tronco-cónica o esférica y globosa, rebajada de un lado, presenta contorno regular o pentagonal; piel levemente untuosa; con color de fondo verde o amarillo, sobre color leve, siendo el color del sobre color rosa vivo a cobrizo, siendo su reparto en ligero lavado en zona de insolación, acusa lenticelas abundantes, gris-blanquecino, y una sensibilidad al "russeting" (pardeamiento áspero superficial que presentan algunas variedades) muy débil, algunos frutos presentan una capa de pruina azulada parcialmente situada; pedúnculo medianamente grueso o fino, longitud del pedúnculo medio, ensanchado en sus extremos siendo más acusado en la parte saliente, leñoso, teñido de rojo a la vez que verdoso, con tomento gris, erecto o curvado levemente, anchura de la cavidad peduncular amplia o mediana, profundidad de la cavidad pedúncular profunda, a veces en uno de sus laterales presenta una carnosidad en forma de pico de loro con bordes irregularmente ondulados, e importancia del "russeting" en cavidad peduncular ausente o con suave chapa ruginosa; profundidad de la cavidad calicina poco profunda, pero generalmente muy marcada la cubeta, fruncida y con bordes ondulados, más o menos notables, anchura de la cav. calicina estrecha o mediana, importancia del "russeting" en cavidad calicina ausente; ojo medio, cerrado o entreabierto, también aparece alguno totalmente abierto pero es lo menos frecuente; sépalos triangulares, compactos en su nacimiento, convergentes unos y divergentes otros, al mismo tiempo puntas vueltas hacia fuera, verdosos y con tomento gris.
Carne de color blanco con fibras verdosas, puede presentar vitrificaciones; textura dura, crujiente, y jugosa; sabor característico de la variedad, acidulado, refrescante, bueno; corazón bulbiforme aunque por lo general no se hacen muy visibles las líneas que lo enmarcan, centrado o más cerca del pedúnculo. Eje abierto, o agrietado. Celdas de forma alargada o semi-esféricas. Semillas pequeñas, alargadas y ovadas, en su mayoría aparecen con un costado aplanado.
La manzana 'Miguela de Ademuz' tiene una época de maduración y recolección tardía, se recolecta desde primeros de noviembre hasta principios de diciembre, madura en el invierno, y de larga duración, aguantan hasta el verano siguiente. Se usa como manzana de mesa fresca.